# Lellê
Alessandra Aires Landim (Rio de Janeiro, 14 de outubro de 1997), mais conhecida atualmente como Lellê, é uma atriz e cantora brasileira.

## Biografia
Alessandra Aires Landim, nascida em 14 de outubro de 1997 na Praça Seca, Zona Oeste do Rio de Janeiro, adotou o nome artístico Lellê. Ela foi nomeada Amiga do UNFPA Brasil para a Juventude.

## Carreira
Em 2013 se tornou vocalista do grupo Dream Team do Passinho, após ser descoberta através da Batalha do Passinho, evento que acontece nas comunidades do Rio de Janeiro com o objetivo de descobrir novos talentos da dança. 
| “ | Participei da batalha no Cantagalo e depois no Morro da Formiga. Aí a Coca-Cola nos chamou pra fazer o comercial e depois disso as pessoas começaram a chamar a gente pra fazer shows, mas não tínhamos um grupo. Aí eles selecionaram os dançarinos e fui a única menina a entrar pro grupo. | ” |

Entrou para o Dream Team do Passinho ao ser selecionada por Rafael Dragaud (diretor) para o elenco do comercial Todo Mundo Aperta o Play após participar da "Batalha do Passinho", competição de dança passinho/funk que ocorreu em 2011 e 2013 no Rio. 

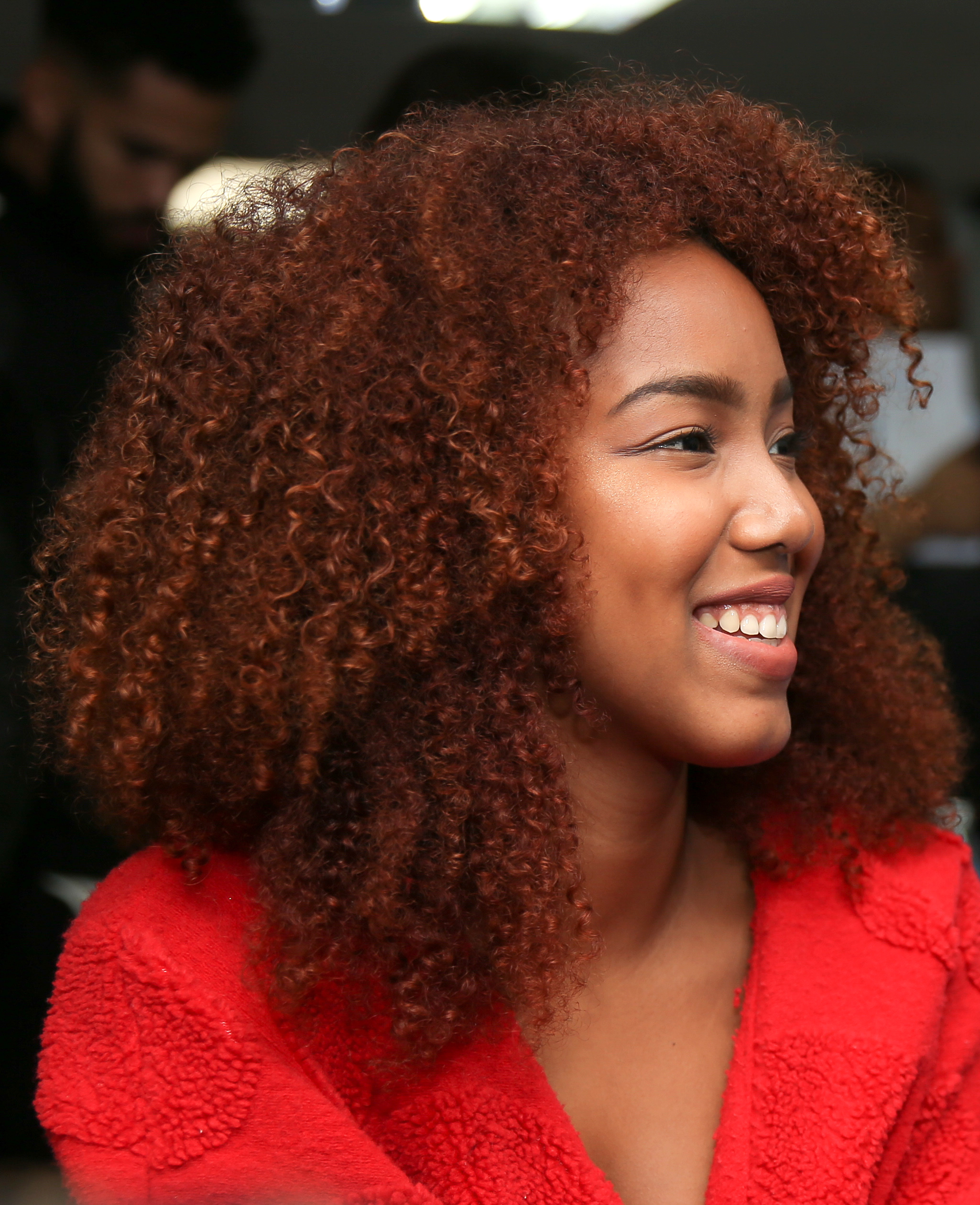
Lellê em 2018

Com apoio do seu escritório Toca Tudo Produções, a ex-dançarina tornou-se cantora e compositora de alguns hits como De Ladin (Sony Music, 2015), atriz e fez campanhas publicitárias. É embaixadora de Garnier Cachos Poderosos (Loreal) desde 2015.
Em 2014 a adolescente fez teste e passou a fazer parte do elenco da novela teen da Rede Globo Malhação. Ganhando grande notoriedade pelo país após a atuação na 22ª temporada da novela Malhação. De 2015 a 2016, Lellêzinha fez parte do elenco da telenovela Totalmente Demais no qual foi indicada ao Prêmio Extra de TV 2016 na categoria Revelação feminina. Em 2016, participou do 17º episódio da 4ª temporada do sitcom, Vai que Cola, junto ao seu grupo, "Dream Team do Passinho". Em 2016 ela também atuou na série Segredos de Justiça onde interpretou a Caroline no episódio #Cale-se Para Sempre. Em 2017, o grupo se apresenta no Rock in Rio com a cantora americana Alicia Keys.
Em 2018 participa da série Mister Brau e estrela o filme Correndo Atrás. Em 2018, Lellêzinha se lança como cantora solo, lançando o rap "Nega Braba", tema do filme Correndo Atrás como seu primeiro single em seu canal oficial do Youtube.
Em junho de 2019, já com o nome Lellê, lança o single "Mexe a raba", inspirado nos gêneros soul e trap, o clipe se inspirou no programa Soul Train e em artistas como Donna Summer, Diana Ross e Boney M. Em setembro do mesmo ano, se apresentou no Palco Sunset do Rock in Rio VIII, onde lançou um single inédito Quer de volta, parceria com Karol Conka, um medley de funk carioca e covers de I'm Coming Out, sucesso na voz de Diana Ross, Palco de Gilberto Gil, It's a Man's Man's Man's World de James Brown e I'll Be There do grupo The Jackson Five, o show ainda contou com a participação da funkeira luso-brasileira Blaya.

## Filmografia

### Televisão
| Ano     | Título                       | Personagem                        | Nota                                   |
| ------- | ---------------------------- | --------------------------------- | -------------------------------------- |
| 2014–15 | Malhação Sonhos              | Maria Augusta de Almeida (Guta)   |                                        |
| 2015–16 | Totalmente Demais            | Jennifer Castro (Jenny)           |                                        |
| 2016    | Segredos de Justiça          | Carol                             | Episódio: "Cale-se Para Sempre"        |
| 2016    | Vai que Cola                 | Ela mesma                         | Episódio: "Lacra Funk"                 |
| 2017    | A Fórmula                    | Figurinista                       | Episódio: "13 de julho"                |
| 2018    | Mister Brau                  | Yasmin Lima                       |                                        |
| 2019    | Malhação: Toda Forma de Amar | Ela mesma                         | Episódios: "5–10 de setembro"          |
| 2021    | Drag Me as a Queen           | Participante                      | Temporada 3                            |
| 2023    | Caravana das Drags           | Jurada convidada                  | Episódios: "Brilho Drag em Diamantina" |
| 2024–25 | Volta por Cima               | Sílvia Pires de Sabóia (Silvinha) |                                        |

### Cinema
| Ano  | Título                         | Personagem        | Notas        |
| ---- | ------------------------------ | ----------------- | ------------ |
| 2013 | A Batalha do Passinho: O Filme | Ela mesma         | Documentário |
| 2019 | Correndo Atrás                 | Greice Daiane     |              |
| 2020 | Ricos de Amor                  | Monique           |              |
| 2023 | Barraco de Família             | Kellen Laranjeira |              |
| 2023 | Ricos de Amor 2                | Monique           |              |
| 2023 | Nosso Sonho                    | Rosana            |              |
| 2023 | União Instável                 | Lara              |              |

## Discografia
Singles
| Título         | Ano  | Álbum                     |
| -------------- | ---- | ------------------------- |
| "Sou Poderosa" | 2015 | Adicionado à nenhum álbum |
| "Nega Braba"   | 2018 | Adicionado à nenhum álbum |
| "Mexe a Raba"  | 2019 | Adicionado à nenhum álbum |

## Prêmios e indicações
| Ano  | Prêmio                        | Categoria             | Nomeações          | Resultado | Ref.          |
| ---- | ----------------------------- | --------------------- | ------------------ | --------- | ------------- |
| 2016 | Prêmio Extra de Televisão     | Revelação Feminina    | Totalmente Demais  | Indicada  | [ 19 ]        |
| 2024 | Festival Sesc Melhores Filmes | Melhor Atriz Nacional | Barraco de Família | Indicada  | [ 20 ] [ 21 ] |